# Cold Pursuit
Cold Pursuit (bra: Vingança a Sangue Frio; prt: Vingança Perfeita) é um filme de 2019 dirigido por Hans Petter Moland.
O filme, estrelado por Liam Neeson, é o remake do filme de 2014 Kraftidioten, dirigido pelo próprio Hans Petter Moland.

## Elenco
- Liam Neeson como Nelson “Mr. Plow” Coxman.
- Tom Bateman como Trevor “Viking” Calcote.
- Emmy Rossum como Kimbery “Kim” Dash.
- Tom Jackson como White Bull.
- Julia Jones como Aya.
- Laura Dern como Grace Coxman.
- John Doman como Gip.
- William Forsythe como Brock “Wingman” Coxman.
- Domenick Lombardozzi como Mustang.
- Benjamin Hollingsworth como Dexter.
- Nicholas Holmes como Ryan Calcote.
- Raoul Trujillo como Thorpe.
- Aleks Paunovic como Detetive Osgard.

## Produção
As filmagens começaram em março de 2017 na província canadense de Alberta e também ocorreram em Fernie.

## Promoção
O trailer do filme foi lançado em 25 de outubro de 2018.

## Estreia
O filme estreou nos cinemas de Portugal em 7 de fevereiro de 2019, dos Estados Unidos em 8 de fevereiro de 2019, e do Brasil em 14 de março de 2019.

## Recepção

### Bilheteria
O filme arrecadou 32,1 milhões de dólares nos Estados Unidos e Canadá e 44,2 milhões de dólares em todo o mundo, totalizando 76,4 milhões de dólares.

## Prêmios
- 2019 - Prêmio Saturno[10]
  - Nomeação para Prêmio Saturno de melhor filme de ação ou aventura